# Лахва (річка)
Лахва — річка в Білорусі у Шкловському, Могильовському й Биховському районах Вітебської області. Права притока річки Дніпра (басейн Чорного моря).

## Опис
Довжина річки 90 км, похил річки 0,6 %, площа басейну водозбору 731 км², середньорічний стік 4,4 м³/с. Формується притоками та безіменними струмками.

## Розташування
Бере початок за 1 км на північно-східній стороні від села Стара Водва. Тече переважно на південний схід і біля села Залохвенне впадає в річку Дніпро.